# カルベオール
カルベオール（carveol）は、スペアミントオイルに含まれる天然のテルペノイドアルコールである。スペアミント、キャラウェイの芳香、風味を持つため、化粧品や食品添加物に使われる。
乳房の発癌（乳癌）の予防効果があることが報告されている。

## 異性体
cis、transの幾何異性体と、そのそれぞれに光学異性体があり、計6個の異性体があることが知られている。cis-l-カルベオールが最も重要である。

## 用途
ミント、キャラウェイ、スパイス調のフレーバーに用いられる。最終製品における使用量は、キャンディなどで1.5～39ppmほどである。